# Quận Paulding, Ohio
Quận Paulding là một quận thuộc tiểu bang Ohio, Hoa Kỳ. Quận lỵ đóng ở Paulding,Ohio6. 
Dân số theo điều tra năm 2019 của Cục điều tra dân số Hoa Kỳ là 18,672 người.

## Địa lý
Theo Cục điều tra dân số Hoa Kỳ, quận này có diện tích 1,090 km2, trong đó có 6 km2 là diện tích mặt nước.

### Các quận giáp ranh
- Quận Defiance (bắc)
- Quận Putnam (đông)
- Quận Van Wert (nam)
- Quận Allen, Indiana (tây)